# Budki Nowe
Budki Nowe – wieś w Polsce położona w województwie wielkopolskim, w powiecie kolskim, w gminie Osiek Mały.
Do 2023 miejscowość nazywała się Nowe Budki.
W latach 1975–1998 miejscowość administracyjnie należała do województwa konińskiego.
Od 1922 roku we wsi istnieje szkoła podstawowa.
We wsi znajduje się przystanek kolejowy położony przy linii Warszawa - Poznań.

## Demografia
Poniższa demografia posiada dane z 2021
| Opis                                | Ogółem | Ogółem | Kobiety | Kobiety | Mężczyźni | Mężczyźni |
| ----------------------------------- | ------ | ------ | ------- | ------- | --------- | --------- |
| Jednostka                           | osób   | %      | osób    | %       | osób      | %         |
| Populacja                           | 205    | 100    | 99      | 48,29   | 106       | 51,71     |
| Wiek przedprodukcyjny (0–17 lat)    | 35     | 17,07  | 17      | 8,29    | 18        | 8,78      |
| Wiek produkcyjny (18–65 lat)        | 138    | 67,32  | 61      | 29,76   | 77        | 37,56     |
| Wiek poprodukcyjny (powyżej 65 lat) | 32     | 15,61  | 21      | 10,24   | 11        | 5,37      |